# Metilmalonat-semialdehid dehidrogenaza (acilacija)
Metilmalonat-semialdehid dehidrogenaza (acilacija) (EC 1.2.1.27, MSDH, MMSA dehidrogenaza) je enzim sa sistematskim imenom 2-metil-3-oksopropanoat:NAD+ 3-oksidoreduktaza (KoA-propanoilacija). Ovaj enzim katalizuje sledeću hemijsku reakciju
2-metil-3-oksopropanoat + KoA +H2O + NAD+ {\displaystyle \rightleftharpoons } propanoil-KoA + HCO3- + NADH
Ovaj enzim takođe konvertuje 3-oksopropanoat u acetil-KoA. Reakcija se odvija u dva koraka, pri čemu  dekarboksilacioni process teče uz KoA vezivanje. Bikarbonat umesto CO2 se oslobađa kao finalni produkt.

## Literatura
- Nicholas C. Price; Lewis Stevens (1999). Fundamentals of Enzymology: The Cell and Molecular Biology of Catalytic Proteins (Third изд.). USA: Oxford University Press. ISBN 019850229X.
- Eric J. Toone (2006). Advances in Enzymology and Related Areas of Molecular Biology, Protein Evolution (Volume 75 изд.). Wiley-Interscience. ISBN 0471205036.
- Branden C; Tooze J. Introduction to Protein Structure. New York, NY: Garland Publishing. ISBN 0-8153-2305-0.
- Irwin H. Segel. Enzyme Kinetics: Behavior and Analysis of Rapid Equilibrium and Steady-State Enzyme Systems (Book 44 изд.). Wiley Classics Library. ISBN 0471303097.

## Spoljašnje veze
- Methylmalonate-semialdehyde+dehydrogenase+(acylating) на 